# Arne Poelman
Arne Poelman (30 april 1988) is een Belgisch voormalig volleyballer.

## Levensloop
Poelman was actief bij PNV Waasland, Volley Asse-Lennik en vervolgens bij VBC Waremme. In 2018 zette hij een punt achter zijn spelerscarrière op het hoogste niveau.
Daarnaast was hij actief bij het Belgisch volleybalteam, waarmee hij onder meer deelnam aan het Europees kampioenschap van 2007.